# Genuchus congoensis
Genuchus congoensis är en skalbaggsart som beskrevs av Schein 1955. Genuchus congoensis ingår i släktet Genuchus och familjen Cetoniidae. Inga underarter finns listade i Catalogue of Life.